# The Sleepover Club
The Sleepover Club (El club del dormitorio en Hispanoamérica y El club de los pijamas en España) es una serie de libros infantiles creados por Rose Impey, así como una serie de televisión creada sobre la base de las novelas. En los libros la historia se ambienta en Cuddington, condado de Leicester, Inglaterra, pero en la serie ocurre en el ficticio poblado de Crescent Bay, Australia. En las novelas, los personajes tienen 10 años, mientras que en la serie, tienen 12 años (en la primera temporada) y entre 12 y 13 años (en la segunda temporada). La serie de televisión es producida por Wark Clements Burberry Production.

## Argumento
El show de televisión gira en torno a 5 amigas —Frankie, Kenny, Rosie, Fliss y Lyndz— que forman el Club de los Pijamas/del Dormitorio (The Sleepover Club). Todos los días las chicas se reúnen en el Beach Hut Cafe y tienen fiestas de pijamas. Pero no todo va a ser fácil, sus archienemigos los "M&M" —que son chicos, Matheew, Michael y Marco— y las Enemigas —que son también chicas, Sara y Alana— las espían y tratan de descubrir todos sus secretos, estropeando así todos los planes de las chicas.

## Primera temporada

#### El Club
- Francesca "Frankie" Thomas (Caitlin Stasey): es la líder del club. Es hija única y es muy leal, haría todo por sus amigas. Sin embargo, siempre decide lo que se tiene que hacer, queriendo ser quien tenga la última palabra; es la mandona del grupo. Pero, aunque a ella le cuesta reconocer sus errores, siempre tiene muy buenas ideas. Su mejor amiga en el grupo es Kenny. Frankie era la única que no quería que Rosie entrara en el club porque creía que no era de confianza. Sueña con ser una gran actriz y hacer giras por el mundo. Después de un tiempo, la madre de Frankie se queda embarazada y este suceso hace que Frankie se ponga muy contenta. Aunque le cueste reconocerlo está enamorada de Matthew. Le teme a la sangre, pero supera este temor en uno de los capítulos, junto con sus amigas del club. Es Géminis.
- Felicity "Fliss" Sidebotham (Ashleigh Chisholm): es una chica a la que le encanta la moda. Está enamorada de Ryan Scott, aunque en el fondo le gusta Marco, pero está tan pendiente de Ryan que no se da cuenta de que le gusta Marco. Siempre está muy alegre, pero a veces vive en un mundo de fantasía y romance. A ella no le gusta el novio de su madre, Andy (aunque al final se casan y se pone muy contenta) y tiene un hermano pequeño llamado Callum. Su padre se fue de casa. Su color favorito es el rosa. Le teme a la humillación pública.
- Rosalinda "Rosie" Cartwright (Eliza Taylor-Cotter): es una chica inglesa y es la nueva del club. Ella se mudó a Australia con su padre y su hermano mayor, Will, después de la muerte de su madre. Su mejor amiga en el club es Lyndz. Escribe para el periódico del colegio y siempre se pregunta si su hermano es adoptado, porque cree que no tienen nada en común. Le teme a los tiburones, pero supera este temor en uno de los capítulos, junto con sus amigas del club. Está algo enamorada de Tom, el hermano de Lyndz, en secreto.
- Kendra "Kenny" Tan (Hannah Wang): es la chica más deportista del club. Le gusta mucho el fútbol y su equipo favorito es el Manchester United. Comparte cuarto con su hermana mayor, Molly, a la que no le agrada mucho. También le teme a las alturas, pero supera este temor en uno de los capítulos, junto con sus amigas del club. Su mejor amiga en el grupo es Frankie. Es Aries.
- Lyndsey "Lyndz" Collins (Basia A'Hern): es una chica a la que le encantan los animales, en especial los caballos, por lo cual practica equitación. Su hermano mellizo Michael es uno de los M&M. También tiene un hermano mayor llamado Tom, que toca la guitarra y es guapo, por lo cual enamora a las chicas menores como Rosie. Le teme a los murciélagos, pero supera este temor en uno de los capítulos, junto con sus amigas del club. Su mejor amiga en el grupo es Rosie.

#### Los M&M
Son los mayores enemigos de las chicas. Siempre intentan fastidiarlas. En el libro, los M&M son dos chicas: Emma Hughes y Emily Berryma.
- Matthew McDougal (Ryan Corr): es el líder del grupo. Siempre es el primero en planear venganzas y planes para arruinar el día de las chicas del Club de los Pijamas. Está enamorado de Frankie.
- Marco Di Pieri (Stefan Le Rosa): siente algo por Fliss, y no le cae muy bien Ryan Scott, porque Fliss siente algo por él, según ella es "el chico más guapo del colegio".
- Michael Collins (Blake Hampson): es el hermano mellizo de Lyndz. Se están peleando todo el día. Cuando los M&M y el Club de los Pijamas planean reuniones en la casa de Lyndz y Michael comienzan las peleas por quién utiliza el televisor.

#### Las enemigas
- Sara Tiara (Annaleise Woods): es una chica superficial y popular. Se cree que es la mejor y siempre intenta fastidiar a Rosie, Fliss, Kenny, Lindz, pero sobre todo a Frankie. Aunque ella dice que pasa del Club de los Pijamas, en realidad se muere de envidia. Las chicas la llaman chistosamente como "Sara Tiara".
- Alana Banana (Ashleigh Brewer): Alana es la mejor amiga de Sara, sin embargo Sara la tiene como elemento por el hecho de que no tiene amigas y es la única que la soporta y vive bajo sus órdenes. Ella solo hace lo que Sara quiere, pero cuando Sara la excluye de la idea de apoderarse del Club de los Pijamas, se va muy triste, sin darse cuenta de que la va a perder y se va a quedar sola. Es mala en los deportes, especialmente en el basketball.

## Segunda temporada

#### El Club
- Charlie Anderson (Morgan Griffin): es la líder, y prima de Frankie quien tuvo la idea de formar un nuevo club para Charlie y sus amigas. Es la mejor amiga de Tayla Kane y Maddy Lee. Ella es una de las escritoras del periódico escolar, y siempre se empeña en que su historia sea impactante para la directora de los diarios escolares. Le gusta Jason.
- Tayla Kane (Rachel Watson): tiene una hermana menor a la que tiene mucha confianza. La obsesión de Tayla es la moda y siempre le gusta lucir bien donde quiera que esté. Sus mejores amigas son Charlie y Maddy. Aunque no es tan inteligente, a veces ayuda a sus amigas, o al menos lo intenta. También le gusta GirlStar.
- Maddy Lee (Emanuelle Bains): Maddy es la deportista del grupo y le gusta practicar surf y pasar el rato con sus mejores amigas, Tayla y Charlie. Su nombre completo es Madeleinne. Ella es extremadamente competitiva.
- Brooke Webster (Katie Nazer-Hennings): sabe mucho sobre ordenadores. Su mejor amiga es Jessica. Ella tiene un hermanastro, que es uno de los Blockheads (los enemigos de este nuevo club), que se llama Simon.
- Jessica Phillips (Monique Williams): Jess es la artista del grupo. Ella es muy tímida. Le gusta dibujar y el teatro. Su mejor amiga en el grupo es Brooke.

#### Las enemigas
- Krystal Beasley (Julia O'Connor): es una persona muy mandona y egocéntrica que sueña con convertirse en estrella de TV. Ella siempre se siente superior a los demás, en especial, de Caitlin, su única y mejor amiga. Krystal parece tenerlo todo, pero de hecho, le falta el amor de sus ricos padres. Su apodo es "The Beast", por su apellido.
- Caitlin (Rubi Hall): es la mejor y única amiga de Krystal. Es muy buena, pero deja que Krystal influya en ella y se pone en contra de las chicas del Club.

#### Los zoquetes
- Jason Block (James Bell): es el cerebro de los zoquetes, y siempre está pensando en un plan para beneficiarse a sí mismo. Jason es y será siempre el enemigo del Club de los Pijamas. Jason y Charlie solían ser mejores amigos cuando eran niños porque son vecinos. Al parecer a Jason le gusta Charlie.
- Simon Webster (Nathan Coenen): es el medio hermano de Brooke. Aunque siempre sigue las órdenes de Jason, es el más bueno de los 3, porque a veces, ayuda a las chicas del Club.
- Declan (Shannon Lively): es básicamente un chico normal, con un menor coeficiente intelectual y, a menudo, no sabe lo que está pasando. A Declan le gusta comer mucho y vive bajo las órdenes de Jason.

## Episodios
| Temporada | Temporada | Episodios | Episodios | Emisión original        | Emisión original        |
| Temporada | Temporada | Episodios | Episodios | Primera emisión         | Última emisión          |
| --------- | --------- | --------- | --------- | ----------------------- | ----------------------- |
|           | 1         | 26        | 26        | 12 de noviembre de 2003 | 17 de diciembre de 2003 |
|           | 2         | 26        | 26        | 3 de noviembre de 2006  | 7 de marzo de 2008      |

## Producción y filmación
- La serie original fue producida en Varsity College en Gold Coast, Australia, y posproducida por Cutting Edge Gold Coast y Brisbane. Las gloriosas playas y las atractivas casas junto a la playa fueron una característica importante de la serie que presentó a los famosos M&M en varias hazañas junto a la costa.
- La segunda temporada se filmó en y alrededor del área metropolitana de Perth en Australia Occidental, en lugares como la cárcel de Fremantle (que ya no está en servicio, pero ahora es una importante atracción turística), la casa de Sunset Men (convertida en hospital psiquiátrico, que tampoco está en uso), Churchlands Senior High School y el puerto de barcos de Hillary, así como en otros lugares.[cita requerida]

## Actrices y actores

### Primera temporada
- Caitlin Stasey como Francesca "Frankie" Thomas.
- Ashleigh Chisholm como Felicity "Fliss" Sidebotham.
- Eliza Taylor como Rosalinda "Rosie" Cartwright.
- Hannah Wang como Kendra "Kenny" Tan.
- Basia A'Hern como Lyndsey "Lyndz" Collins.
- Ryan Corr como Matthew McDougal.
- Stefan Le Rosa como Marco Di Pieri.
- Blake Hampson como Michael Collins.
- Ashleigh Brewer como Alana Girfan.
- Annaleise Woods como Sara Kifter.
- Craig Marriott como Ryan Scott.
- Vince D'Amico como Sr. Stephanopolous.
- Emma Skelton como Srta. Nickels.
- Peter Rasmussen como Sr. Bilton.
- Trent Sullivan como Callum Sidebotham.
- Hannah Ling como Molly.
- Timothy Mager como Tom.

### Segunda temporada
- Morgan Griffin como Charlie Anderson.
- Rachel Watson como Tayla Kane.
- Emanuelle Bains como Maddy Lee.
- Katie Nazer-Hennings como Brooke Webster.
- Monique Williams como Jessica Phillips.
- Julia O'Connor como Krystal Beasley.
- Ruby Hall como Caitlin Hudson.
- James Bell como Jason Block.
- Nathan Coenen como Simon Webster.
- Shannon Lively como Declan Jones.